# Thomas Crawford (beeldhouwer)
Thomas Gibson Crawford (New York, 22 maart 1813/14 - Londen, 10 oktober 1858) was een Amerikaans beeldhouwer. Hij was de zoon van Aaron en Mary Crawford. Hij ging in 1835 naar Rome om daar beeldhouwen te studeren en maakte het zijn thuisstad, hierna heeft hij de Verenigde Staten niet vaak meer bezocht. Een van zijn grootste prestaties is het beeld Freedom, dat op de koepel van het Capitool in Washington staat, en de bronzen deuren en fronton-beelden voor de vleugel van de Amerikaanse Senaat. Een ander bekend beeld is Orpheus and Cerebus (1843), dit staat in het Museum of Fine Arts in Boston.

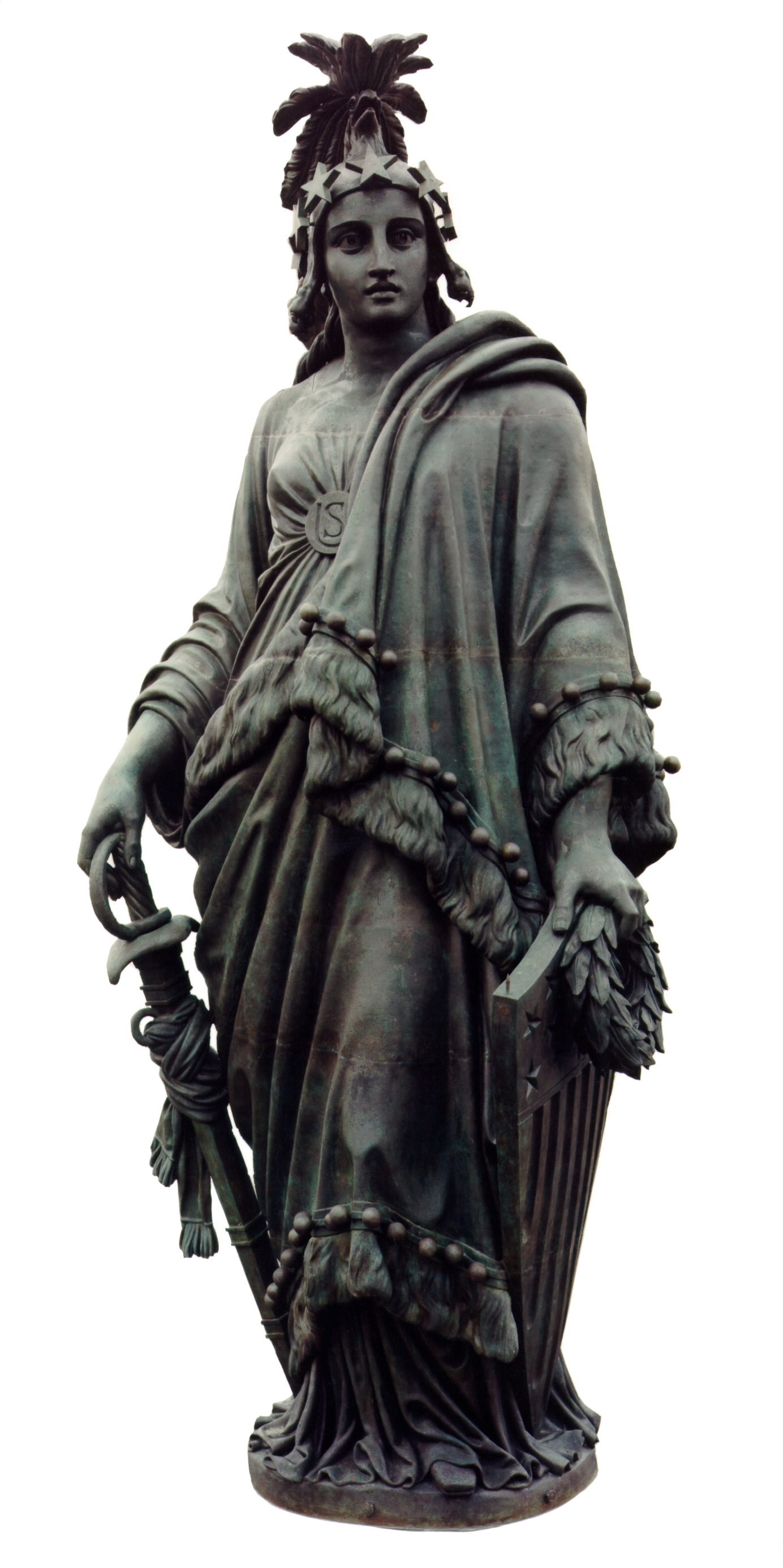
Freedom

Crawford overleed op 10 oktober 1857 aan kanker, voordat Freedom klaar was, andere beeldhouwers maakte het beeld af. Hij was getrouwd met Louisa Cutler Ward, een zus van Julia Ward Howe, en met haar had hij vier kinderen. Zijn enige zoon was schrijver Francis Marion Crawford.
- Gemeinsame Normdatei: 135537428
- International Standard Name Identifier: 0000 0001 1690 7836
- Library of Congress Control Number: nr91002495
- RKD-Nederlands Instituut voor Kunstgeschiedenis: 119630
- SNAC: w6bv7p2c
- Système universitaire de documentation: 167569147
- Union List of Artist Names: 500115277
- Virtual International Authority File: 96537684
- WorldCat: E39PBJw4BVPdFwfhy8Ftvtjpyd